# 필리베르토 1세 디 사보이아 공작
필리베르토 1세 디 사보이아(이탈리아어: Filiberto I di Savoia, 1465년 8월 17일 - 1482년 9월 22일)는 1472년부터 1482년까지의 사보이아 공작이다.
1472년에 그의 아버지가 사망 후, 어머니가 섭정이 되었다. 그는 1476년에 비앙카 마리아 스포르차와 혼인은 했으나 자식은 없었다. 그럼으로 공국은 그의 동생인 카를로가 계승하였다.
| 필리베르토 1세 디 사보이아 공작 사보이아 가문출생: 1465년 8월 17일 사망: 1482년 9월 22일 |                             |                 |
| 작위                                                                                     |                             |                 |
| 이전 아메데오 9세                                                                        | 사보이아 공작 1472년–1482년 | 이후 카를로 1세 |